# Lycaeides rhenana
Lycaeides rhenana är en fjärilsart som beskrevs av Heydemann 1953. Lycaeides rhenana ingår i släktet Lycaeides och familjen juvelvingar. Inga underarter finns listade i Catalogue of Life.